# Anna Marconi
Anna Marconi (Genova, 6 maggio 1985) è un'ex sciatrice alpina italiana.

## Biografia

### Carriera sciistica
Originaria di Trento e attiva in gare FIS dal dicembre del 2000, la Marconi gareggiava per il Centro Sportivo Esercito ed entrò nei quadri della nazionale femminile di sci alpino nel 2005. In Coppa Europa esordì nello slalom speciale di Lenggries del 20 gennaio 2005, senza concludere la prova, ottenne quale miglior piazzamento nel supergigante di Sella Nevea del 15 febbraio 2007 (8ª) e prese per l'ultima volta il via il 27 gennaio 2010 a Gressoney-La-Trinité in slalom speciale, senza concludere la prova.
Si ritirò al termine di quella stessa stagione 2009-2010 e la sua ultima gara fu uno slalom speciale FIS disputato il 9 aprile a Sils im Engadin, chiuso dalla Marconi al 7º posto; non debuttò in Coppa del Mondo né prese parte a rassegne olimpiche o iridate: il risultato più prestigioso del suo palmarès fu la medaglia d'argento vinta nello slalom gigante valido per i Campionati italiani 2007 a Santa Caterina di Valfurva.

### Altre attività
Dopo il ritiro ha intrapreso la carriera manageriale in ambito sportivo ed acquisito il brevetto di maestro di sci.

## Palmarès

### Coppa Europa
- Miglior piazzamento in classifica generale: 86ª nel 2007

### Campionati italiani
- 1 medaglia[1]:
  - 1 argento (slalom gigante nel 2007)